# Варсинайс-Суоми
Ва́рсинайс-Суо́ми, или Со́бственно Финля́ндия (фин. Varsinais-Suomi, швед. Egentliga Finland), также Иско́нная Финля́ндия, Ю́го-За́падная Финля́ндия, — область (регион) на юго-западе современной Финляндии.

## Географическое положение
Регион расположен в юго-западной части Финляндии. Южное побережье омывается Финским заливом, западное — Ботническим. Близ побережья разбросаны тысячи мелких островков (шхер) и несколько крупных, самый большой из которых — Чимиту. Этот район называется Архипелаговое море. С западной стороны к области примыкают Аландские острова.
Административный центр — Турку (Або), в окрестностях которого проживает две трети населения области. Рельеф возвышенный.

## История
С XIII по начало XIX века территория данного региона входила в состав Швеции. В 1809 году вместе с остальной частью Финляндии была присоединена к Российской империи. Ранее входила в состав Або-Бьёрнеборгской губернии (1811—1917), провинции Турку-Пори (1918—1997) и провинции Западная Финляндия (1998—2009). С 2010 года является самостоятельной областью (регионом) Финляндии.

## История названия
Исторически название, используемое для обозначения всей страны Финляндия (фин. Suomi), использовалось только для обозначения юго-западной части современной Финляндии (примерно совпадающей с современной провинцией Варсинайс-Суоми). После того как в XVII веке название Финляндия распространяется на всю страну, для обозначения её юго-западной части потребовалось отдельное наименование. В 1650 году было зафиксировано использование латинских названий Fennigia specialiter dicta и Fennigia presse dicta. В середине XVIII в. получают распространение шведские названия Finland för sig sieft и Egenteliga Finland later. Финское наименование Varsinais-Suomi установилось в 1850 году (все варианты на русский язык можно перевести как «Собственно Финляндия»).

## Муниципалитеты

Общины (муниципалитеты) области

С 2009 года Варсинайс-Суоми состоит из 28 общин, из которых 11 являются городами, остальные — сельские муниципалитеты.
| 1. Турку (Turku) 2. Сало (Salo) 3. Каарина (Kaarina) 4. Райсио (Raisio) 5. Наантали (Naantali) 6. Лоймаа (Loimaa) 7. Уусикаупунки (Uusikaupunki) 8. Лието (Lieto) 9. Паргас (Parainen) 10. Паймио (Paimio) 11. Сомеро (Somero) 12. Маску (Masku) 13. Лайтила (Laitila) 14. Пёутюя (Pöytyä) | 1. Мюнямяки (Mynämäki) 2. Кимитоён (Kemiönsaari) 3. Руско (Rusko) 4. Ноусиайнен (Nousiainen) 5. Аура (Aura) 6. Сауво (Sauvo) 7. Коски (Koski Tl) 8. Вехмаа (Vehmaa) 9. Пюхяранта (Pyhäranta) 10. Марттила (Marttila) 11. Тарвасйоки (Tarvasjoki) 12. Тайвассало (Taivassalo) 13. Орипяа (Oripää) 14. Кустави (Kustavi) |  |  |

## Экономика
По ВВП на душу населения в 2017 г. регион занимал 6-е место (из 19 регионов) в Финляндии с показателем 32 666 евро на человека.